# Birken (Bayreuth)

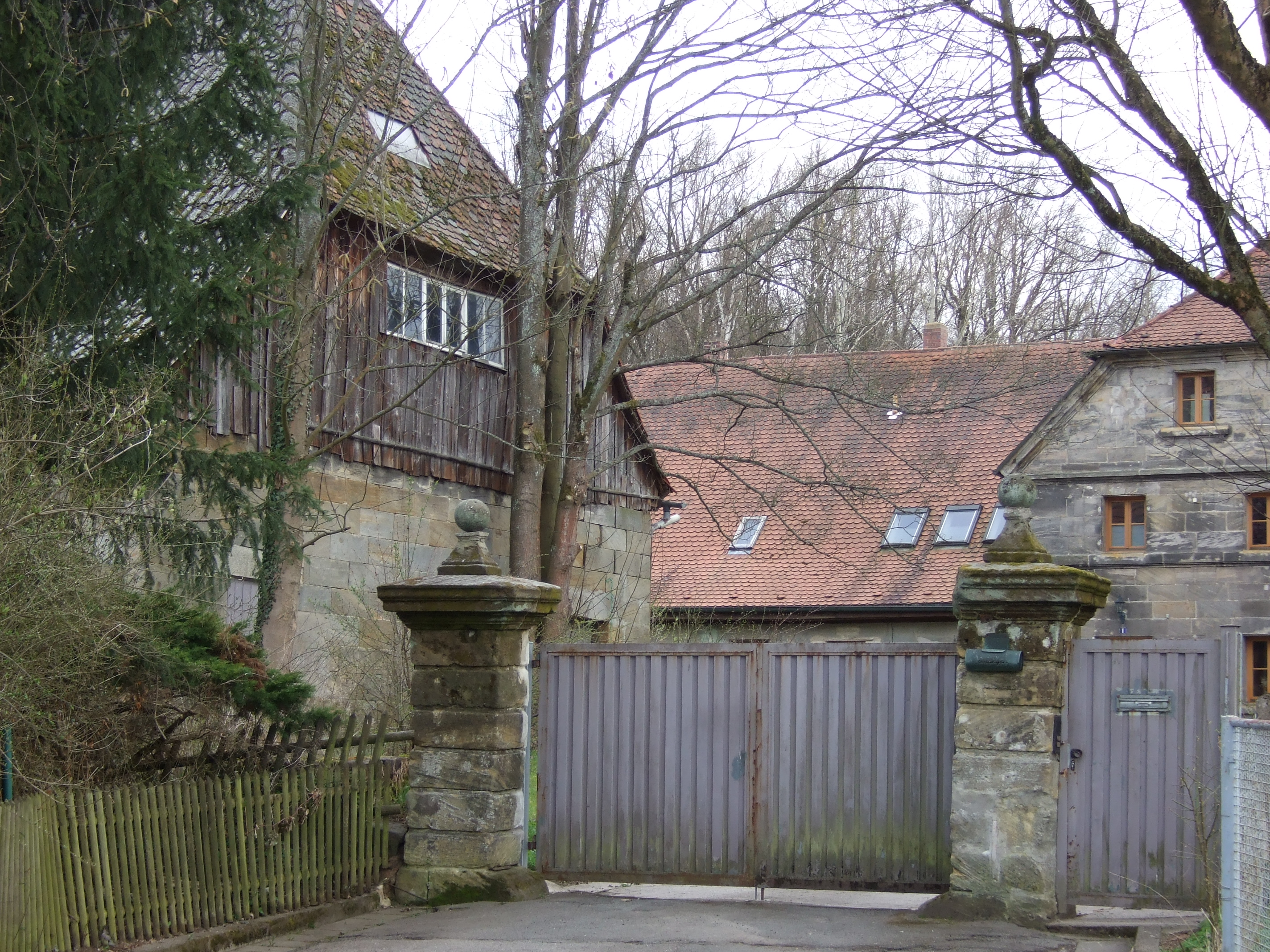
Oberer Quellhof am südwestlichen Rand der Birken

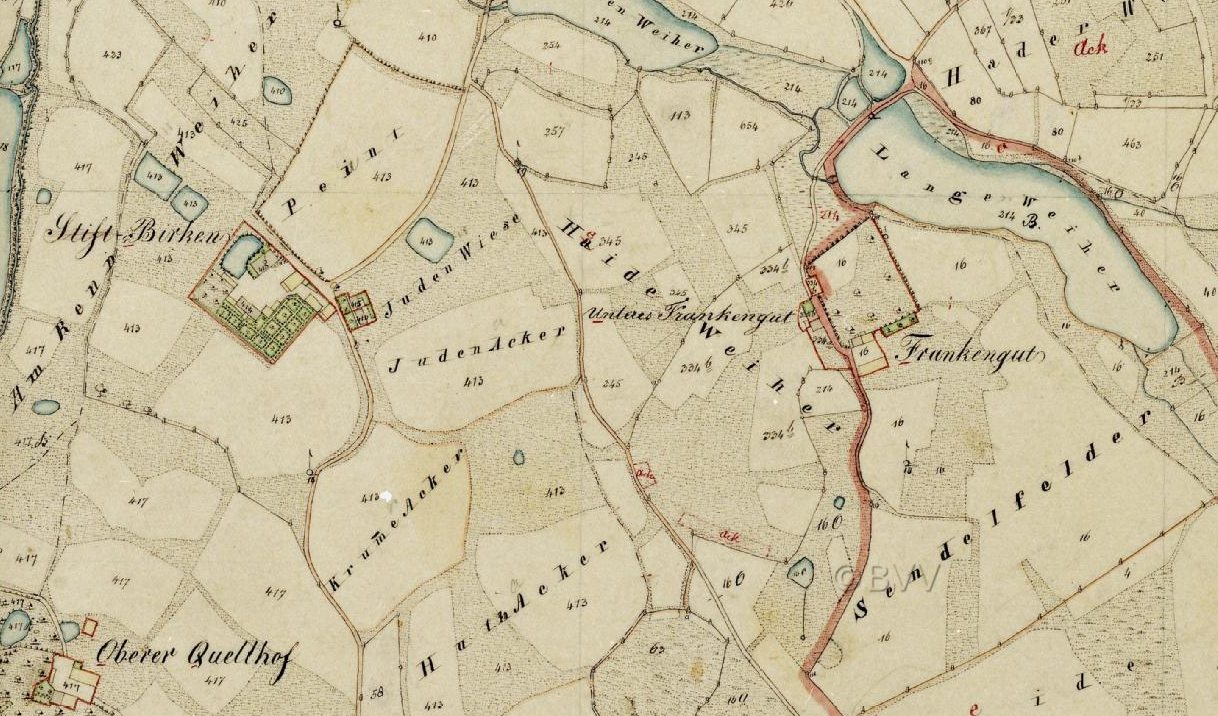
Karte der Birken um 1850

Birken ist ein Stadtteil von Bayreuth.

## Name
Der Name des Stadtteils lässt sich auf den damals noch unbebauten „Acker auf den Pircken“ zurückführen, der 1485 erstmals urkundlich erwähnt wurde. Er wird mit Artikel vorzugsweise im Singular verwendet, kommt aber auch im Plural vor. Man kann sich daher „in der Birken“ wie auch „in den Birken“, aber keinesfalls „in Birken“ befinden.

## Lage

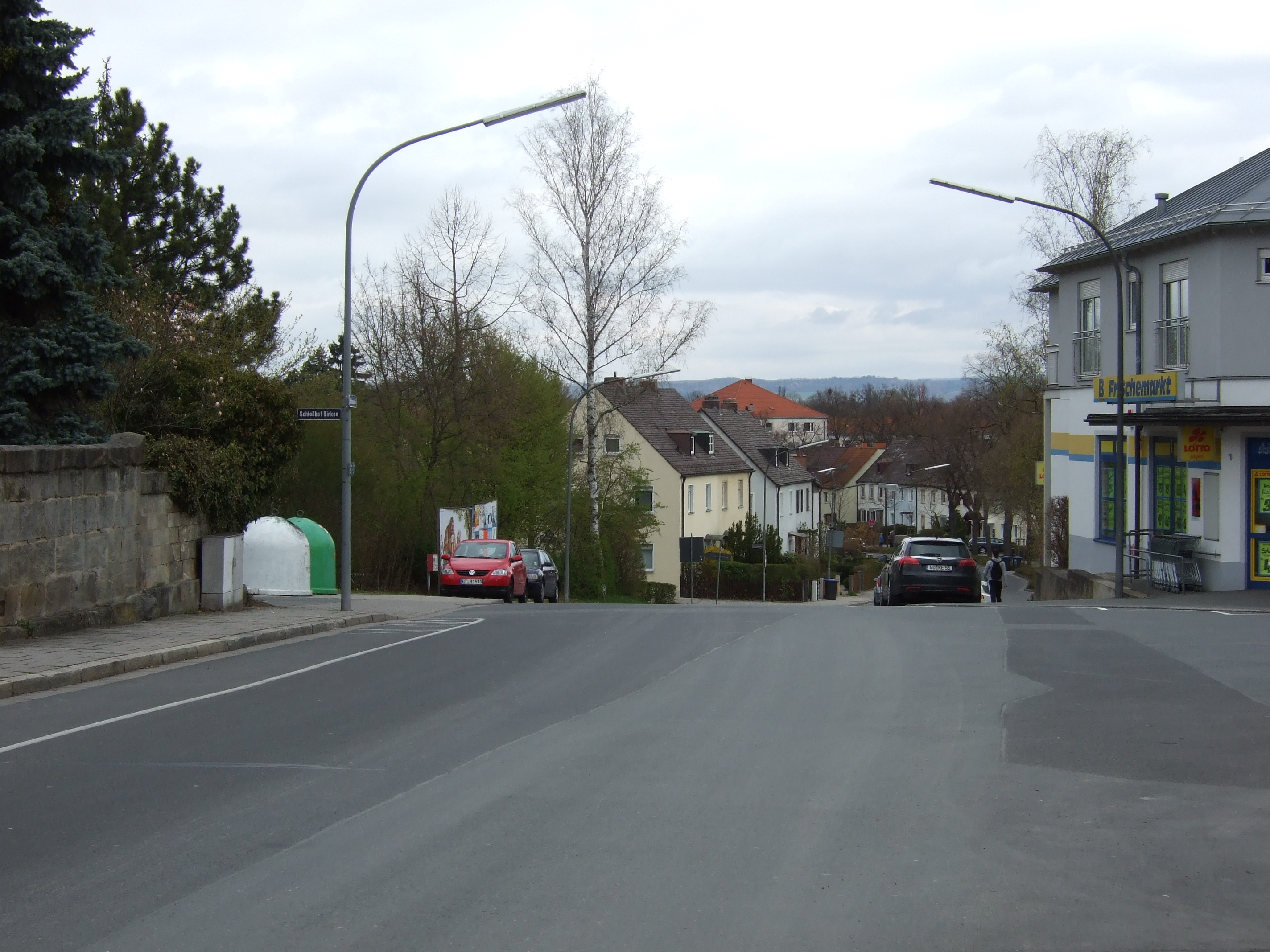
Blick über die Birkenstraße zum Bindlacher Berg

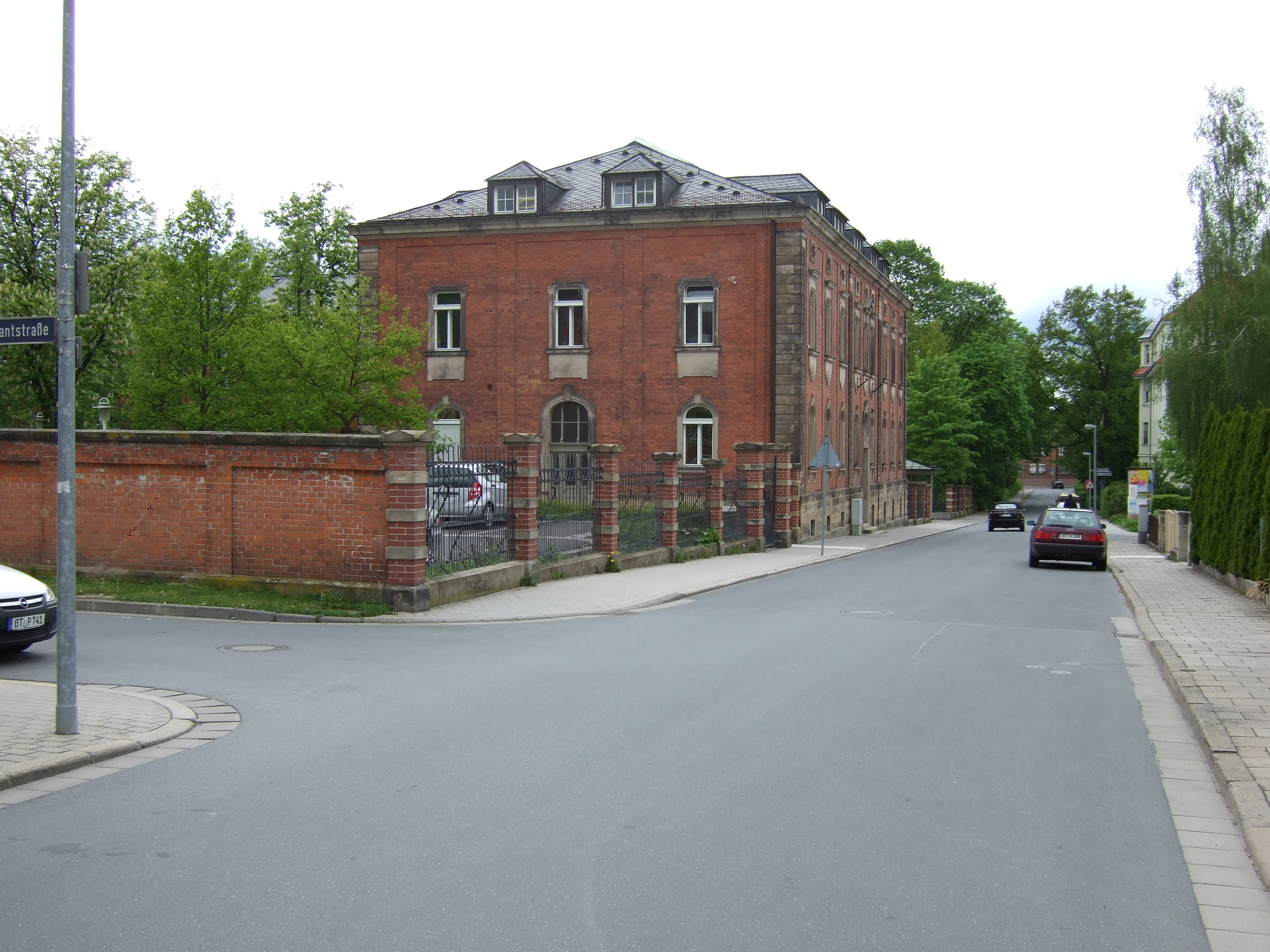
Hegelstraße mit ehemaligem Garnisonslazarett

Der Stadtteil Birken grenzt im Norden am unterirdisch kanalisierten Sendelbach unter der Universitätsstraße und dem Wittelsbacherring an die historische Innenstadt. Im Osten und Südosten bildet die ehemalige Bahnstrecke nach Hollfeld und Thurnau (heute Fuß- und Radweg) die Grenze, im Süden hat sie sich durch den Bau des Wohnquartiers Quellhöfe in den 1960er Jahren teilweise zu den Kleingartenkolonien Exerzierplatz und Schwedenbrücke hin verschoben. Nach Westen begrenzt der Aubach mit dem Röhrensee den Stadtteil.
Er liegt am Hang und auf dem Plateau einer Anhöhe zwischen den Tälern von Sendel- und Aubach, die jene nahezu ringförmig umschließen. Der höchste Punkt liegt mit 361 Meter im Bereich der Friedenstraße im Quartier Quellhöfe, der tiefste mit 341 Meter am Zusammenfluss der genannten Fließgewässer.
Die beiden Hauptachsen des Stadtteils sind in Nordost-Südwest-Richtung die Birkenstraße (nördliche Zufahrt) und die im rechten Winkel dazu verlaufende Hegelstraße (westliche Zufahrt). Die frühere Verbindung über die Straße Quellhöfe ist für Kraftfahrzeuge gesperrt. Die Zufahrt vom Universitätsgelände über die Wichernstraße ist Radfahrern und Linienbussen vorbehalten.

## Geschichte und Beschreibung

### Bis 1933

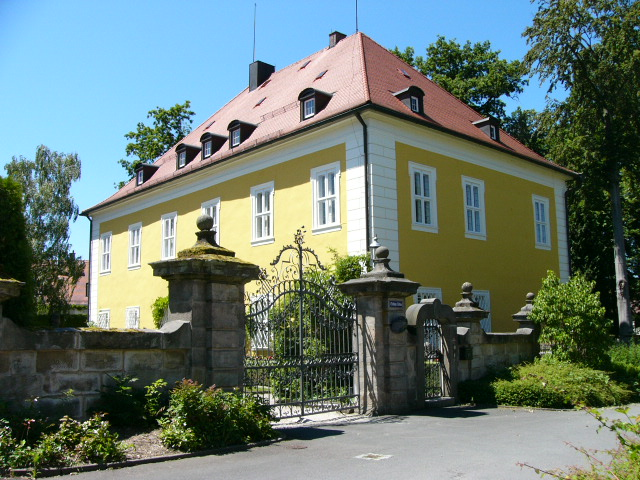
Schloss Birken

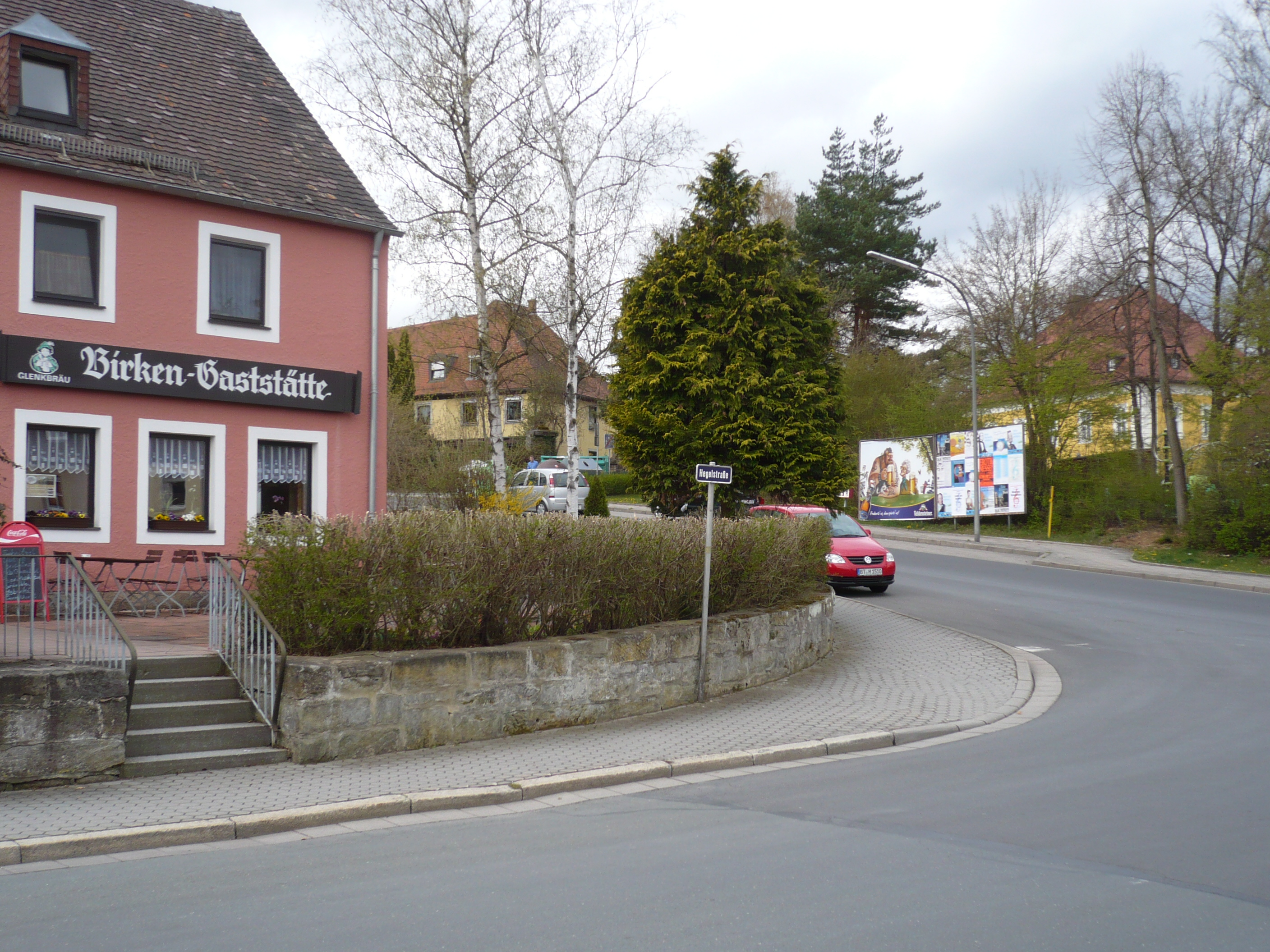
Ehemaliger Rodelberg am Flurstück Judenwiese

Nach dem Oberen Quellhof (von ca. 1495) ist das Schloss Birken das zweitälteste Bauwerk des Stadtteils. Ein erstes Gebäude an dieser Stelle lässt sich für die Zeit um das Jahr 1507 nachweisen. 1684 schenkte Markgraf Christian Ernst von Brandenburg-Bayreuth den Bauernhof seinem Hofmarschall Hans Wilhelm von Erffa. Der ließ zwischen 1686 und 1692 das vorhandene Haus abreißen und durch einen Neubau ersetzen. Dieses, auch als Herrenhaus bezeichnete Gebäude, existiert noch, der daneben gelegene Gutshof Birken ist jedoch verschwunden. Im Mai 1952 entschied man, ihn aufzulassen, und im April 1954 wurde mit dem Abriss begonnen. Nach einer Zwischennutzung des Geländes als Gärtnerei wurde dort 1978 die halbkreisförmige Wohnanlage Schlosshof Birken errichtet.
Am östlichen Rand des Ortsteils ist bereits vor 1800 das Frankengut nachweisbar. Der Name des Bauernhofs (späterer „Großer Lautner“) ist auf die erste Besitzerin, Susanna Margarete Franckin, Witwe eines „Hofraths“, zurückzuführen. 1846 wurde dort ein zweiter Hof (Unteres Frankengut bzw. „Kleiner Lautner“) und 1906 ein dritter (Spitzbarthhof) errichtet. Ab 1980 musste das Ensemble im Zuge des Baus der Universität dem Emil-Warburg-Weg und den anliegenden Studentenwohnheimen weichen.
Bis 1896 erfolgte keine weitere Bebauung. Damals wurde an der Lazarettstraße, der heutigen Hegelstraße, das Garnisonslazarett errichtet, in dessen Gebäuden sich das Zentrum Bayern Familie und Soziales, das ehemalige Versorgungsamt, befindet. In den ersten Jahren des 20. Jahrhunderts entstanden dort – und an der Birkenstraße beiderseits des Sendelbachs – auch einige wenige Einzelgebäude.
Bis ins 20. Jahrhundert hinein existierten mehrere Fischteiche, deren bedeutendste vom Sendelbach gespeist wurden. Der Lange Weiher lag im Bereich des heutigen Kreuzsteinbads und wurde 1883 Teil der militärischen Schwimmschule. Bachabwärts befand sich, östlich der Birkenstraße, der auch Plassenweiher genannte Plassenburger Weiher, der spätestens in den 1950er Jahren aufgelassen wurde.
Der steile Abschnitt der Birkenstraße südlich der Hegelstraße, am Flurstück Judenwiese gelegen, diente Kindern früher zum Schlittenfahren. Vermutlich übertrugen die später an den Grünen Hügel abgewanderten Rodler diesen Namen auf den dort heute als „Judenwiese“ bezeichneten Hang.

### SA-Siedlung

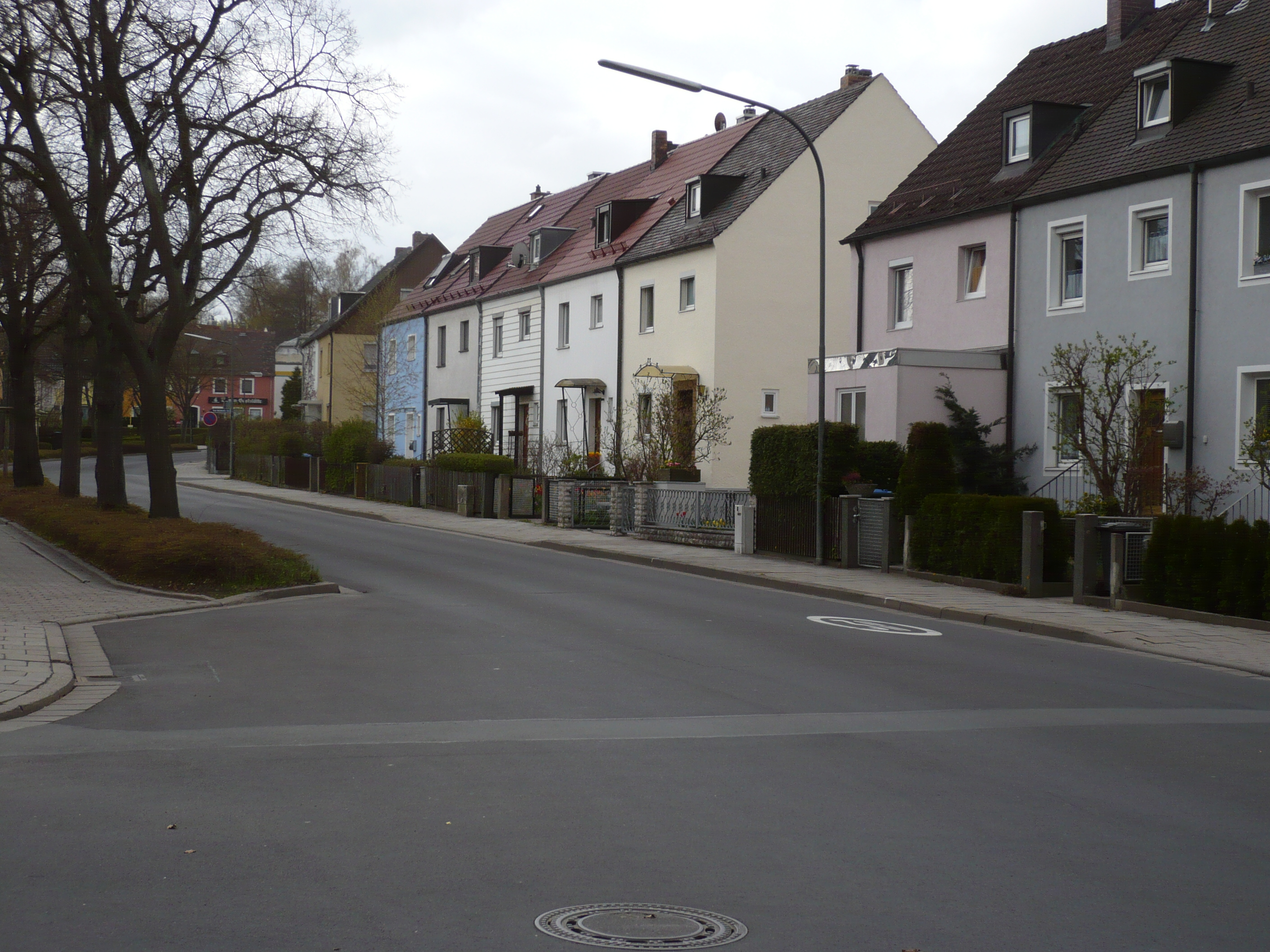
1936 erbaute Reihenhäuser in der Birkenstraße

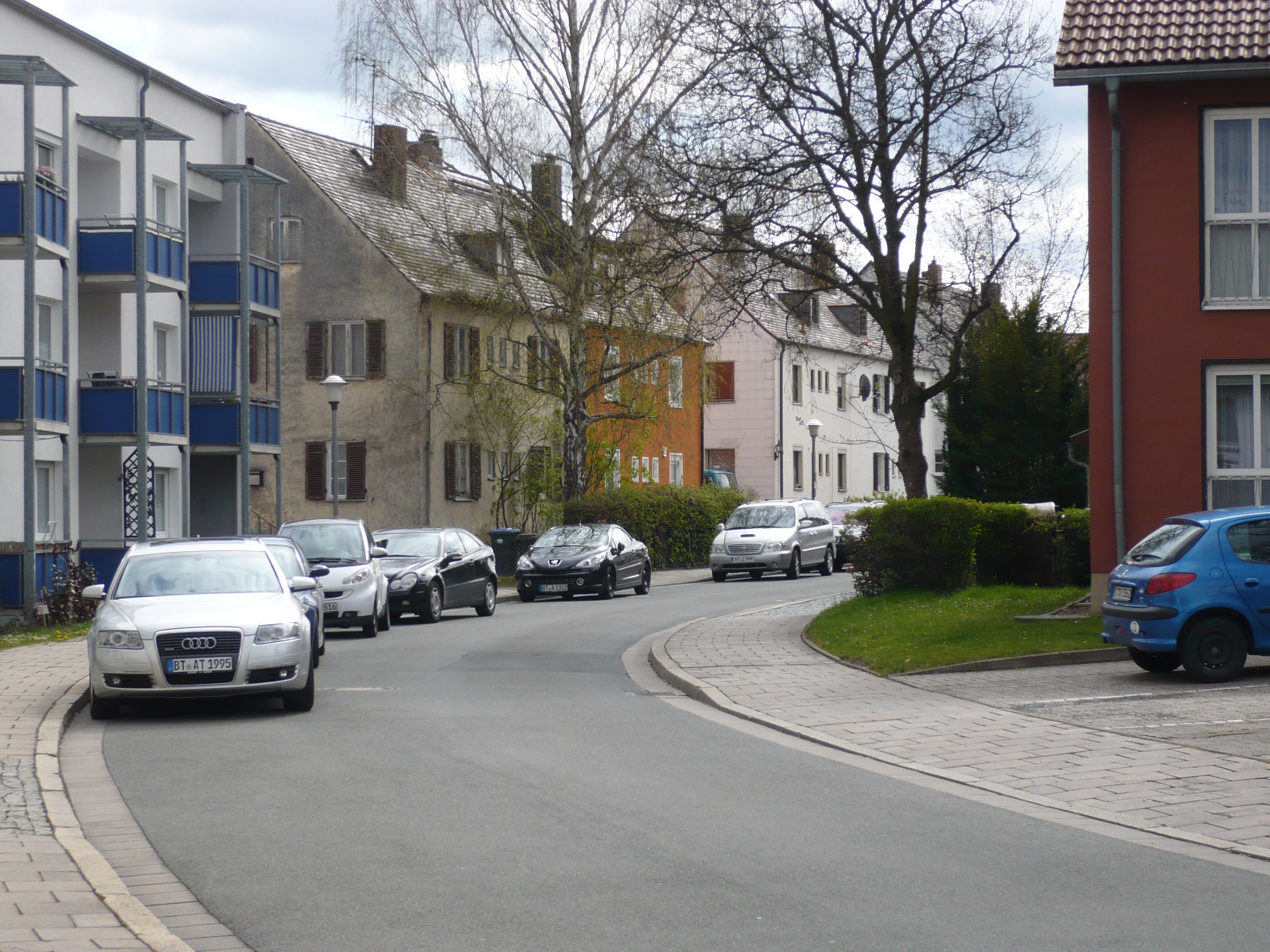
Von-Helmholtz-Straße mit Doppelhäusern

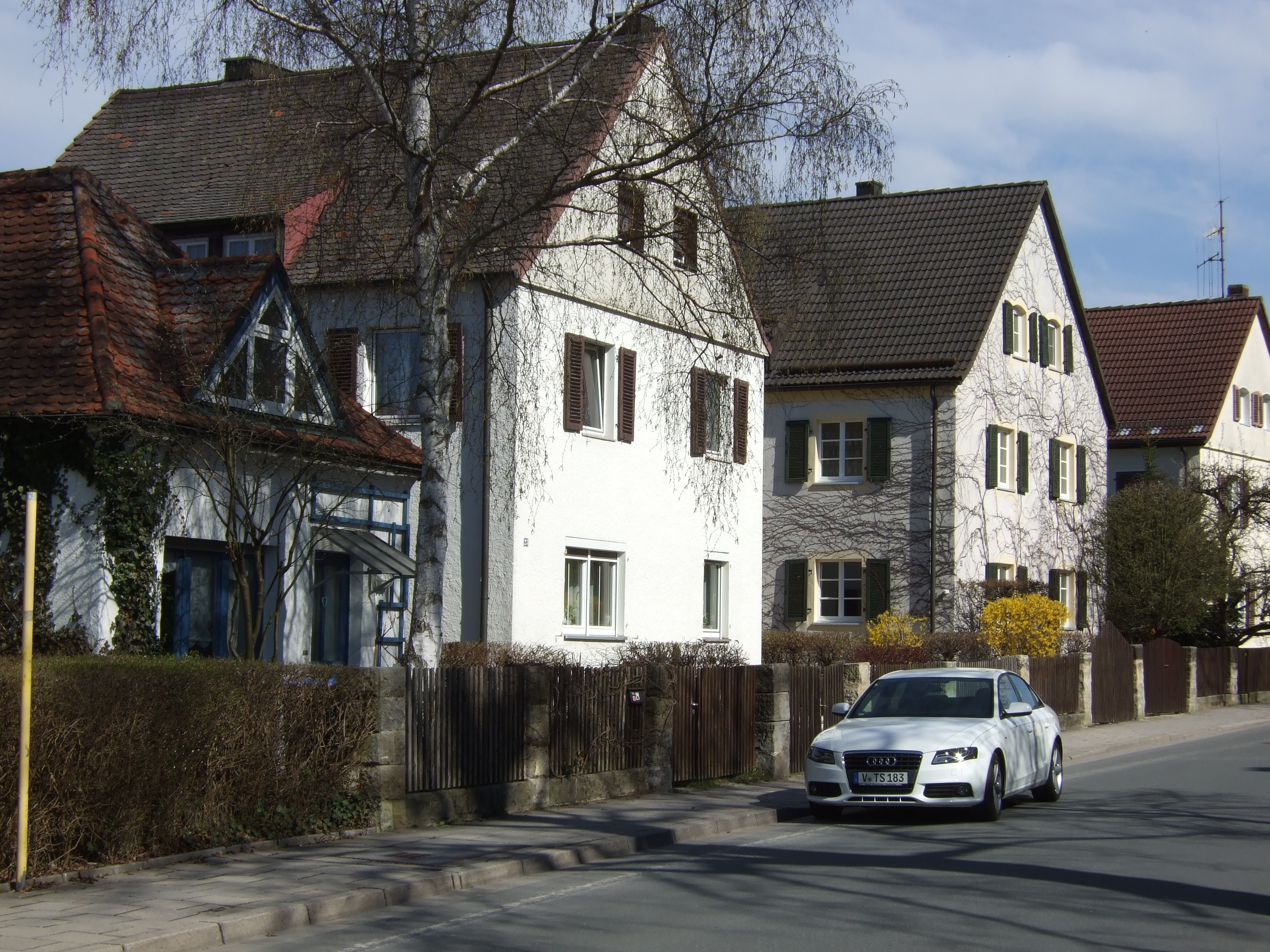
Einzeln stehende Häuser in der Hegelstraße

Im Jahr 1936 wurde mit der „SA-Siedlung Birken“ die planmäßige Bebauung des Gebiets in Angriff genommen. Zunächst nördlich der Hegelstraße (damals „Straße der SA“), zwischen Birkenstraße und Schellingstraße, ab 1938 auch südwestlich davon, entstanden zwei diagonal gegenüberliegende Wohnviertel mit Doppel- und Reihenhäusern. An der Hegelstraße wurden sie durch einige deutlich größere, einzeln stehende Häuser ergänzt. Nutznießer der  Eigenheimsiedlung, die bereits im Januar 1934 von der „SA-Standarte 77 Oberfranken“ aufgrund des Siebert-Programms, eines außerordentlichen bayerischen Wohnungsprogramms, beantragt worden war, sollten „verdiente“ SA-Männer sein. Den Baugrund musste die Stein’sche Stiftung zur Verfügung stellen. Eigentümer der Gebäude mit Wohnflächen von 120 bis 140 Quadratmeter wurden Angestellte und Beamte aus der Mittelschicht.
Der Architekt Hans Reissinger entwarf den Bebauungsplan, der im August 1935 genehmigt wurde. Ab 1936 entstanden, in einem ersten Bauabschnitt, die Häuser im Bereich Birkenstraße (Westseite), Hegelstraße (Nordseite) und Helmholtzstraße. Südlich der Hegelstraße, bis über die Jakob-Grimm-Straße hinaus, wurde im folgenden Jahr gebaut, mit dem Bau der Häuser an den Südabschnitten der Kantstraße (Nr. 31 bis 65) und der Heinrich-von-Kleist-Straße (Nr. 11 bis 42) wurde 1938 begonnen. Die südlich der Hegelstraße errichteten Doppelhaushälften und Reihenhäuser sind zweigeschossige Gebäude mit Satteldach und beidseitigen Gauben auf einer Grundfläche von ca. 75 Quadratmetern, lediglich vier Doppelhaushälften weisen eine Grundfläche von etwa 100 Quadratmetern auf. Die freistehenden Häuser Birkenstraße 66 und 76 sowie Heinrich-von-Kleist-Straße 37 haben Grundflächen von je 140 Quadratmetern. Nach dem Zweiten Weltkrieg wurden an die Doppelhäuser häufig Garagen angebaut.
Nach Plänen Reissingers sollte ein großer Teil der Bebauung im Bereich zwischen dem Hofgarten, der Birkenstraße, der Hegelstraße und der Ludwig-Thoma-Straße bis zum Dammwäldchen abgebrochen werden und dort, analog zu den Plänen in Berlin („Germania“) und Linz, das bombastische „Gauforum Bayreuth“ entstehen. Aus diesem Grund wurde ein Schreinereibetrieb von der Jean-Paul-Straße an den Anfang der Straße zum Exerzierplatz verlagert. In Hanglage gelegen mussten die Gebäude niedrig gehalten werden, um dem „Führer“ den Blick zum Sophienberg nicht zu verstellen. Die Schreinerei, die im Erbbaurecht auf dem Gelände der Stein’schen Stiftung entstand, stellte die erste Bebauung am späteren Eichendorffring dar. An der Stelle befindet sich mit dem Alexander-von-Humboldt-Haus heute das Gästehaus der Universität.
Auf dem Gelände der Stein’schen Stiftung zwischen dem Schloss Birken und der Hegelstraße entstanden um 1944 auf sechs Parzellen Behelfsheime. Die kleinen Häuschen in massiver Bauweise wurden erst nach Kriegsende endgültig fertiggestellt und 1980 wieder abgebrochen.

### Nach 1945

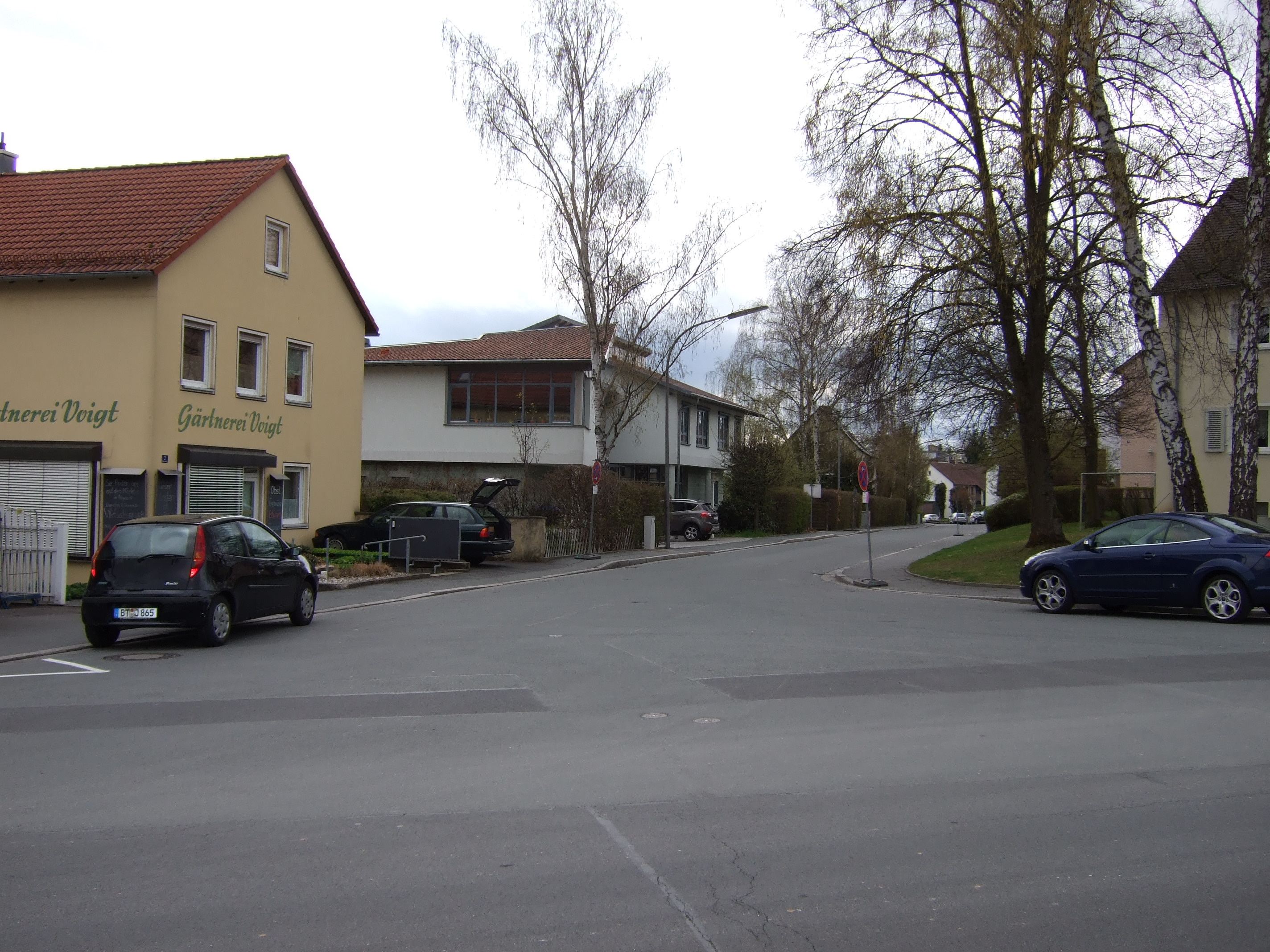
Oberer Eichendorffring mit Gästehaus der Universität

1953 entstand südlich der Bahnstrecke, auf dem Gelände des ehemaligen Exerzierplatzes, das ausgelagerte Birkengut der Stein’schen Stiftung. Es wies den ersten Tieflaufstall Bayerns für Schweine, Rinder und Jungvieh auf. Das Wirtschaftsgebäude und die Stallungen brannten 1955 ab und wurden im selben Jahr wieder aufgebaut. Nach der Errichtung der Universität auf dem Gelände wurde das Wohnhaus zunächst noch vom Geologischen Institut genutzt, 1994 nach einem weiteren Brand aber endgültig beseitigt.
Von 1949 bis Ende der 1960er Jahre zweigte in Höhe des Frankenguts in einem engen Bogen das Anschlussgleis zum städtischen Gaswerk am Anfang der Birkenstraße, das nach dem Anschluss an die Ferngasversorgung Anfang März 1965 stillgelegt und im Oktober jenes Jahres abgebaut wurde, ab. Zwischen 1951 und 1969 stand an dieser Stelle am Frankengut der Gittermast des Senders Bayreuth.
Die Nachkriegsbebauung des Wohnquartiers erfolgte in mehreren Phasen, zentrale Versorgungseinrichtungen waren zunächst nicht vorgesehen. Die Baupläne waren bis in die 1960er Jahre weitgehend einheitlich, es entstanden Mehrfamilienhäuser, Doppelhaushälften und Einzelgebäude. Von da an wurden überwiegend Reihenhäuser gebaut, am nördlichen Eichendorffring auch größere Wohnblöcke.
Mit der Errichtung der südlich angrenzenden Universität ab 1974 wurden die verbliebenen landwirtschaftlichen Flächen des Frankenguts bebaut. Dort befindet sich auch die Fußgängerzone Emil-Warburg-Weg mit Studentenwohnheimen und einer kleinen katholischen Kirche. Das Studentendorf Birken mit zunächst 352 Studentenwohnungen wurde zum Wintersemester 1993/94 fertiggestellt. Gegenüber existiert als Nachfolger der historischen „Schwimmschule“ seit 1964 das Freibad Kreuzsteinbad mit einem Wellenbecken, einem 10-Meter-Sprungturm und einer hohen Wasserrutsche.
Nach einem Beschluss des Bayreuther Verkehrsausschusses vom 13. April 1992 wurde der gesamte Stadtteil Birken zur Tempo-30-Zone.

### Quellhöfe

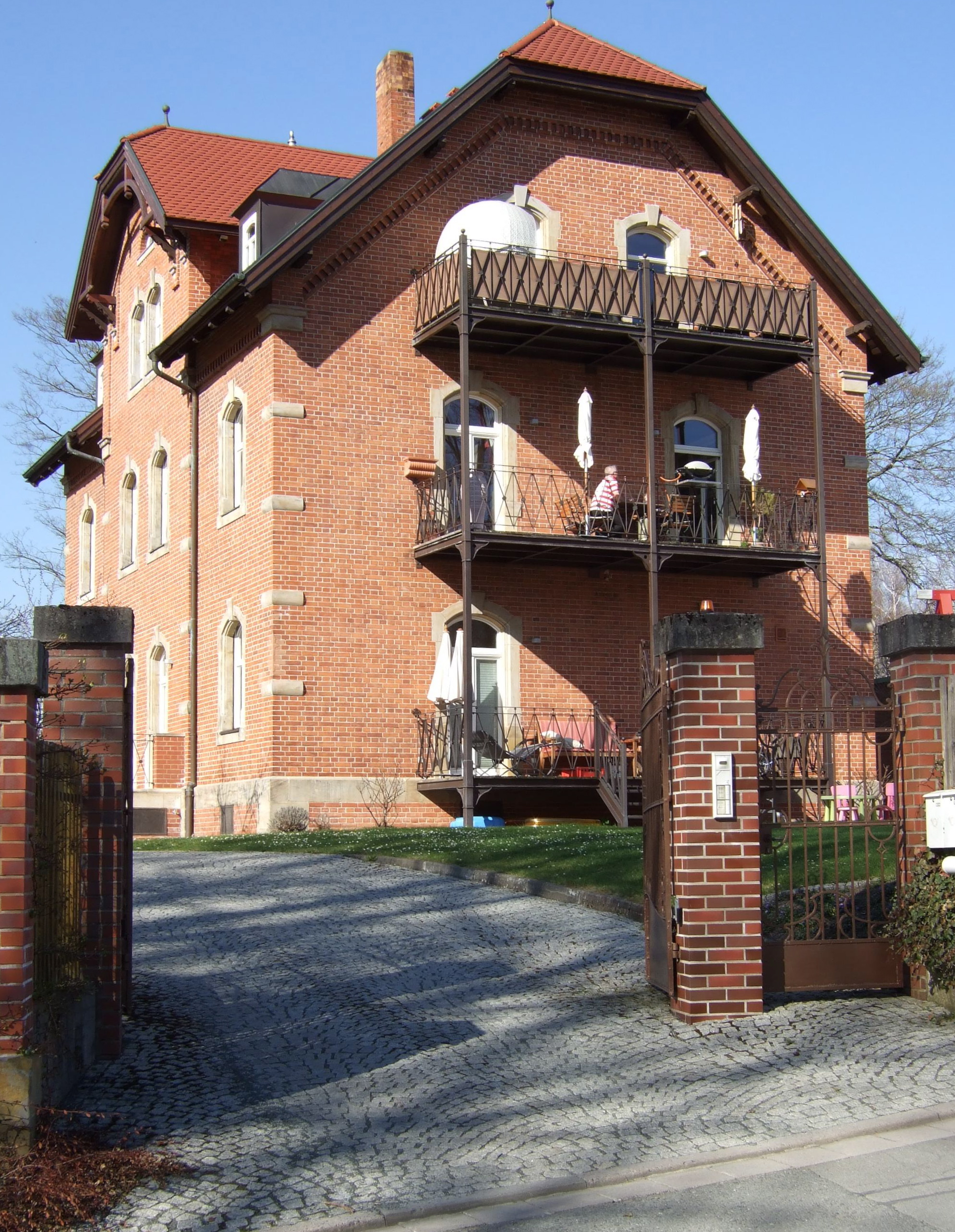
Ehemaliges Siechenhaus in den Quellhöfen

Als „Viertel im Viertel“ entstand in den 1960er Jahren das Wohnquartier Quellhöfe. Der Name lässt sich auf die historischen Quellhöfe zurückführen, von denen bereits 1611 eine Wasserleitung in die Innenstadt zur Versorgung von vier Brunnen gelegt worden war. Das Gut Oberer Quellhof ist seit 1645 nachweisbar. Der Untere Quellhof in der Aubachsenke, im 17. Jahrhundert auch „Fischhaus“ genannt, wurde 1937 aus Gründen des Trinkwasserschutzes abgebrochen.
Aus dem Jahr 1903 stammt das denkmalgeschützte „Siechenhaus“, das die stadtbekannte Bordellbesitzerin Anna Kratz als Freudenhaus errichten ließ. Freiherr Albrecht von Reitzenstein, der letzte Bauer auf dem Oberen Quellhof, verhinderte jedoch eine solche Nutzung des Gebäudes. 1906 sah sich die Eigentümerin gezwungen, das Gebäude unter Wert an die Ida Schmidt’sche Siechenhausstiftung zu verkaufen. Heute wird es als Wohnhaus genutzt.
In der Friedenstraße wurde 1961 zunächst ein evangelisches Gemeindehaus errichtet und 1969 die Friedenskirche geweiht. Ihr 21 Meter hoher Turm trägt vier Glocken. Die schmale, mit Kopfstein gepflasterte Straßenbrücke, die über die Bahnstrecke hinweg die Klopstockstraße mit der Friedenstraße verband, wurde im Februar 1974 abgebrochen und in jenem Jahr durch einen Neubau ersetzt.

### Exerzierplatz
Von 1897 bis 1945 befand sich auf dem größten Teil des Gebiets des heutigen Quartiers Quellhöfe, der angrenzenden Kleingartenbereiche, der Fluren südlich und östlich davon sowie des Campus der Universität der Exerzierplatz. Er wurde nach der Verlegung der Kasernen in den Süden der Stadt (→ Kasernenviertel) benötigt. Der Zugang zu diesem abgeschlossenen militärischen Bereich befand sich in Höhe des heutigen Grundstücks Friedenstraße 7. Die Stadtverwaltung hatte das 150 ha große Gebiet 1896 aus den Gemeindefluren von Oberkonnersreuth und Thiergarten erworben und an die Militärverwaltung verpachtet, ehe diese 1908 das gesamte Areal erwarb.
Der Aubach wurde in diesem Bereich weitgehend in einen geschlossenen Kanal verlegt. Zivilen Personen war das Betreten des Geländes nur eingeschränkt erlaubt, zum Beispiel bei Paraden und Flugschauen. Der erste Bayreuther Flugtag fand 1912 auf dem Exerzierplatz statt. Während des Ersten Weltkriegs entstand dort ein Barackenlager für 1200 Kriegsgefangene.

### Kleingärten
Bereits 1920 war am westlichen Rand des Exerzierplatzes die Kleingartenanlage Schwedenbrücke entstanden. Östlich anschließend kam 1946 die Anlage Exerzierplatz auf dem ehemaligen Militärgelände hinzu. Der Flächennutzungsplan von 1959 sieht vor, dem Terrain langfristig diesen Status zu garantieren.

## Infrastruktur

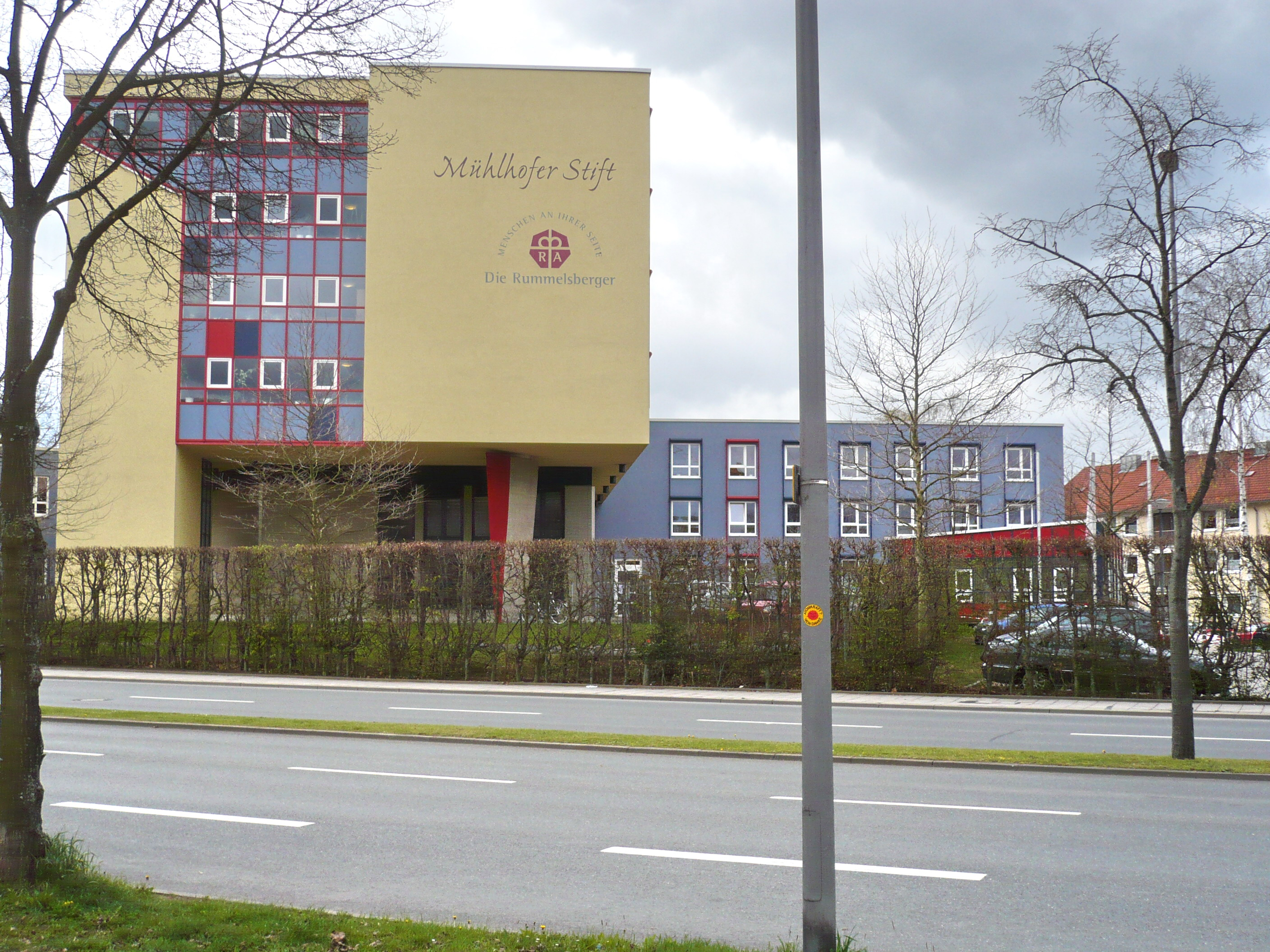
Alten- und Pflegeheim Mühlhofer-Stift

Der Stadtteil hat seine im 20. Jahrhundert angesiedelten Gewerbebetriebe, die Schreinerei Riedel im Eichendorffring und die Gärtnerei Voigt auf dem Gelände des Gutshofs (als Ladengeschäft noch existent) wieder verloren. Von den vier Lebensmittelgeschäften der 1960er Jahre existiert nur noch eines, auch die Bäckerei, das Milchgeschäft und die Kurzwarenhandlung wurden aufgegeben. Mit dem Bau der Universität hat sich am Emil-Warburg-Weg eine Infrastruktur entwickelt, die vorwiegend auf studentische Bedürfnisse ausgerichtet ist (Gastronomie, Buchhandlung, Reisebüro).
Seit 1962 existiert im evangelischen Gemeindehaus an der Friedenstraße ein Kindergarten, weitere kamen später hinzu. Zwischen der Frankengutstraße und dem Emil-Warburg-Weg befindet sich das 1995 eröffnete Kinderzentrum Frankengutstraße mit Kinderkrippe, Kindergarten und Kinderhort sowie einer Grundschule als Außenstelle der Luitpoldschule, die im Oktober 1995 bezogen wurde. Der Vorläufer der Schule war seit 1965 zunächst in zwei Pavillons mit je zwei Räumen am Weg vom Eichendorffring zum Kreuzsteinbad untergebracht. Diese mussten 1995 dem Bau eines Studentenwohnheims weichen.
Am 16. Dezember 1964 wurde das Alten- und Pflegeheim Mühlhofer-Stift eingeweiht. Sein Vorgänger war als Einrichtung der Rummelsberger Anstalten 1951 in einem ehemaligen Kasernengebäude an der Ludwig-Thoma-Straße eingerichtet worden.

## Sonstiges

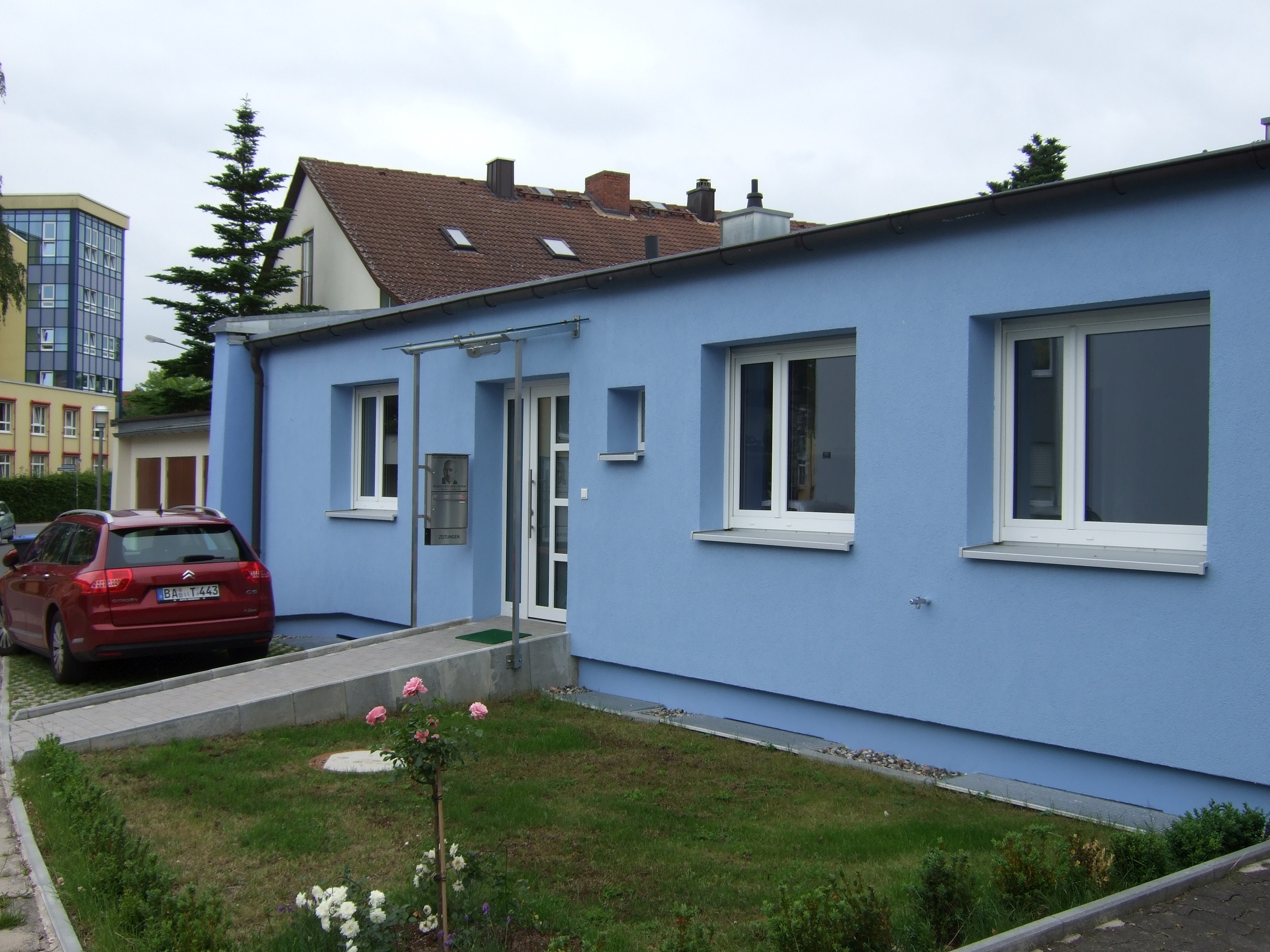
Wilhelm-Leuschner-Zentrum

Gegenüber dem Haus Hegelstraße 29 befindet sich eine Transformatorenstation.
In der Herderstraße 29 hat seit 2012 das Wilhelm-Leuschner-Zentrum seinen Sitz. Der sozialdemokratische Politiker Wilhelm Leuschner gehörte zum Widerstand gegen den Nationalsozialismus, zwei Monate nach dem gescheiterten Anschlag auf Hitler wurde er 1944 in Berlin hingerichtet. Sein Geburtshaus, seit dem Jahr 2003 eine Gedenkstätte, befindet sich unweit davon im Stadtteil Moritzhöfen.
In einer Villa an der Hegelstraße ereignete sich einer der aufsehenerregendsten Morde der westdeutschen Nachkriegszeit. Im März 1964 erwürgte dort ein First Lieutenant der US Army seine 18-jährige deutsche Freundin. Er zerstückelte die Tote in der Badewanne und „entsorgte“ die Leichenteile an verschiedenen Parkplätzen der Autobahn nach Nürnberg. Der Täter wurde wegen Unzurechnungsfähigkeit freigesprochen und in eine psychiatrische Anstalt eingewiesen, das Gebäude an der Einmündung der Schellingstraße später abgerissen.